# Нгуєн Нгок Лоан
Нгуєн Нгок Лоан (в'єт. Nguyễn Ngọc Loan 11 грудня 1930 — 14 липня 1998) — південнов'єтнамський бригадний генерал, начальник поліції Південного В'єтнаму. Відомий тим, що розстріляв в'єтконгівського партизана на очах у західних журналістів.

## Біографія
Нгуєн Нгок Лоан народився 11 грудня 1930 року в заможній родині інженера в Хюе, в якій був одним з 11 дітей. Після закінчення університету Хюе він вступив на військову службу і став бойовим пілотом ВПС Південного В'єтнаму. Під час служби Лоан став другом командувача ВПС Нгуєна Као Кі. У 1965 році Кі став прем'єр-міністром країни, і відразу призначив свого друга начальником південнов'єтнамської поліції. Серед іноземних журналістів Нгуєн Нгок Лоан здобув популярність своїми темпераментнимм виступамм на місцях терактів проведення активістами НФВПВ проти цивільного населення.

## Розстріл

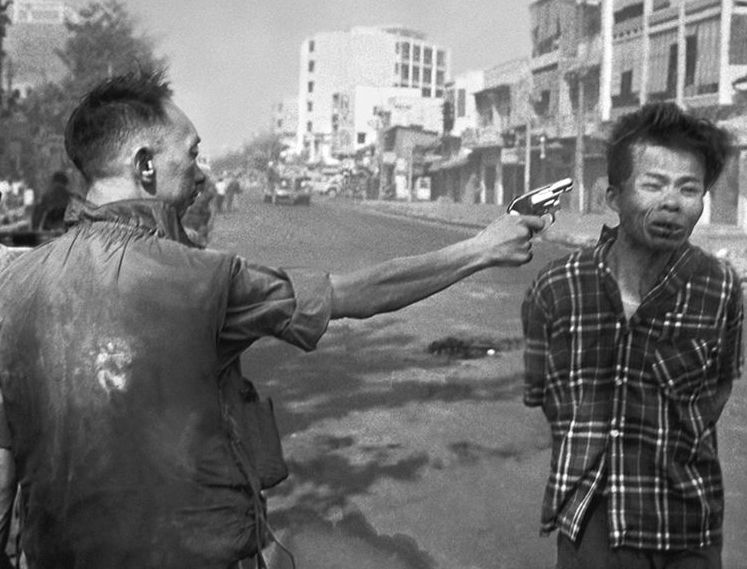
Страта Нгуєна Ван Лема

30 — 31 січня 1968 року в Південному В'єтнамі почався широкомасштабний наступ сил НФВПВ і північнов'єтнамської армії, відомий як Тетський наступ. Однією з головних цілей наступу була столиця країни Сайгон, в якому розгорнулися вуличні бої. 1 лютого, на другий день наступу, Нгуєн Нгок Лоан (тоді він вже мав звання бригадного генерала) знаходився біля буддистської пагоди Ан-Куонг, яку щойно зачистили від партизанів. Поруч з ним випадково опинилися фотокореспондент «Ассошіейтед Прес» Едді Адамс і оператор NBC Во Суу. В цей час морські піхотинці привели до генерала захопленого в полон 36-річного активіста НФВПВ Нгуєна Ван Лема (в'єт. Nguyễn Văn Lém якого схопленили біля канави, в якій лежали тіла зв'язаних та убитих поліцейських і членів їх сімей. Цифри убитих різняться; за деякими даними, серед них був і заступник генерала. Нгуєн Нгок Лоан, не кажучи ні слова, дістав револьвер і направив його на партизана. Адамс і Во Суу приготувалися до зйомки, чекаючи, що буде звичайна для південнов'єтнамської поліції процедура допиту з погрозами зброєю, але замість цього генерал застрелив партизана.

## Подальша біографія
Зроблена Едді Адамсом фотографія розстрілу стала однією з найзнаменитіших фотографій В'єтнамської війни і символом жорстокості громадянської війни. Факт розстрілу військовополоненого без суду і слідства, здійсненого начальником поліції, викликав хвилю обурення в колах інтелігенції, а фотографія широко використовувалася противоєнним рухом.
У 1968 році Лоан отримав поранення. Він був відправлений на лікування в Австралію, але там його прибуття викликало таке обурення, що його відправили у військовий госпіталь в США. Поранення виявилося важким, праву ногу Лоана довелося ампутувати, після чого він був відправлений у відставку. У 1975 році, перед падінням Сайгона, Нгуєн просив американців допомогти йому втекти з країни, але отримав відмову. Йому все ж вдалося втекти з сім'єю за кордон, згодом він перебрався в США. В Америці Лоан влаштувався в штаті Вірджинія, де відкрив піцерію.
Генерал Нгуєн помер від раку 14 липня 1998 року, залишивши дружину Чинь Май і п'ятьох дітей. Едді Адамс, який відмовився від престижної Пулітцерівської премії за свою знамениту фотографію, встиг принести вибачення Нгуєну і його сім'ї за знімок, який змінив життя генерала. Після смерті генерала Адамс написав: «Цей хлопець був героєм. Америка повинна була б плакати. Для мене жахливо бачити, що він пішов таким чином, коли ніхто нічого про нього не знає».